# Sora Yorimo Tōi Basho
Sora Yorimo Tōi Basho (宇宙よりも遠い場所 Un lugar más lejano que el espacio?), también conocida de forma abreviada como Yorimoi, es una serie de anime original creada por el estudio Madhouse. Dirigida por Atsuko Ishizuka y escrita por Jukki Hanada, salió al aire entre el 2 de enero y el 27 de marzo de 2018. Fue coproducida y emitida de manera simultánea por Crunchyroll.

## Argumento
Mari Tamaki es una estudiante de preparatoria que sueña hacer el mejor viaje de su vida, pero es muy temerosa de hacerlo. La joven conoce a Shirase Kobuchizawa, quien lleva tiempo ahorrando para viajar a la Antártida en busca de su madre perdida. Motivada por su amiga, Mari comienza a trabajar en una tienda a tiempo parcial y así ahorrar para el viaje. A la aventura se suman otras dos chicas y las cuatro emprenden una aventura en barco hacia el helado continente.

## Personajes
Mari Tamaki (玉木マリ Tamaki Mari?)
 Seiyū: Inori Minase
Es la protagonista, sus amigas a menudo la llaman Kimari ( キ マ リ?). Es una estudiante de segundo año de preparatoria, es indecisa y simpatizó con Shirase en su viaje a la Antártida.
Shirase Kobuchizawa (小淵沢 報瀬 Kobuchizawa Shirase?)
 Seiyū: Kana Hanazawa
Una estudiante de segundo año de preparatoria. Su madre era una investigadora y desapareció, ahora busca emprender a toda costa un viaje en su búsqueda.
Hinata Miyake (三宅 日向 Miyake Hinata?)
 Seiyū: Yuka Iguchi
Una chica de la misma edad que Kimari. No ha asistido a la escuela pero tiene buen rendimiento académico y trabaja a tiempo parcial en una tienda. Se unió al viaje al conocer a Kimari.
Yuzuki Shiraishi (白石結月 Shiraishi Yuzuki?)
 Seiyū: Saori Hayami
Una estudiante de primer año, vive en Hokkaido. Dice viajar a la Antártida como parte de sus planes, pero al conocer a Kimari se entusiasma y se une al resto de las chicas.

## Media

### Anime
Una serie de anime con un total de 13 episodios fue anunciada por Madhouse en el evento AnimeExpo en julio de 2017. La serie cuenta con la dirección de Atsuko Ishizuka con Jukki Hanada como guionista y Takahiro Yoshimatsu encargado del diseño de los personajes. Salió al aire el 2 de enero de 2018 en las cadenas japonesas AT-X, Tokyo MX, BS11, MBS y es transmitido de manera simultánea en varios países por Crunchyroll. El tema de apertura es The Girls Are Alright! interpretado por Saya y el tema de cierre es Koko Kara, Koko Kara interpretado por las seiyū protagonistas.

#### Lista de episodios
| # | Título | Estreno               |
| --- | --- | --------------------- |
| 1 | «Un millón de yenes por la juventud» «Seishun Shakuman'en» (青春しゃくまんえん)                                        | 2 de enero de 2018    |
| Kimari se prometió a sí misma hacer muchas cosas al llegar a la preparatoria, pero está en su segundo año y todavía no ha tenido valor para hacer nada nuevo pese a querer. Cuando encuentre un millón de yenes perdidos en la calle, se producirá un encuentro que cambiará su perspectiva. | |                       |
| 2 | «Kabukicho Fremantle» «Kabukichō Furīmantoru» (歌舞伎町フリーマントル)                                                 | 9 de enero de 2018    |
| Kimari necesita ahorrar dinero para ir a la Antártida, así que Shirase le pide que busque un trabajo de medio tiempo para ello. Esta búsqueda la llevará a conocer a alguien muy especial y también interesado en la Antártida.                                                              | |                       |
| 3 | «¡Los seguidores no se detienen!» «Forōbakku ga Tomaranai» (フォローバックが止まらない)                                | 16 de enero de 2018   |
| Las chicas descubren que un programa de televisión enviará a la Antártida a una chica de su edad con la expedición que a ellas les interesa. Ante eso, deciden intentan convencer a la emisora que las envíe a ellas.                                                                        | |                       |
| 4 | «Cuatro orugas» «Yonhiki no Imomushi» (四匹のイモムシ)                                                                 | 23 de enero de 2018   |
| De cara a la expedición las cuatro protagonistas tienen que participar en un pequeño campamento de entrenamiento donde aprenderán las primeras bases de lo que deberán hacer. Pero primero necesitarán permiso de la escuela y de sus padres para poder ir.                                  | |                       |
| 5 | «Mi querida amiga» «Dear my friend»                                                                                    | 30 de enero de 2018   |
| El día de la partida se acerca y las chicas reciben el apoyo de muchos de sus compañeros, aunque las envidias, celos y rumores son algo a la orden del día entre los adolescentes y tendrán que lidiar con ello.                                                                             | |                       |
| 6 | «Bienvenidos al espectáculo de durian» «Yōkoso Dorian Shō e» (ようこそドリアンショーへ)                                | 6 de febrero de 2018  |
| Tras el primer vuelo las chicas llegan al lugar desde el que harán escala, pero el problema llega cuando una de ellas podría quedarse en tierra por cierto incidente. | |                       |
| 7 | «El barco que ve el universo» «Sora o Miru Fune» (宇宙を見る船)                                                        | 13 de febrero de 2018 |
| Las protagonistas llegan por fin al barco que las llevará hasta la Antártida, pero parece que las condiciones de la expedición no están de todo claras. ¿Podrán siquiera partir? | |                       |
| 8 | «Aullando, enloqueciendo, gritando» «Hoete, Kurutte, Zekkyōshite» (吠えて、狂って、絶叫して)                           | 20 de febrero de 2018 |
| Las chicas ya van a bordo del barco que las llevará a la Antártida y todo es más duro de lo que pensaban. Aunque al inicio están muy alegres, no tardan en sufrir las primeras consecuencias del viaje, aunque a su alrededor a todos parece no afectarles.                                  | |                       |
| 9 | «Historia de amor antártico (Arco de la ventisca)» «Nankyoku Koi Monogatari (Burizādo-hen)» (南極恋物語(ブリザード編)) | 27 de febrero de 2018 |
| La vida en el barco continúa, y aunque en la expedición todos tienen como objetivo llegar a la Antártida, también hay espacio para temas más cotidianos como el amor. Esto llevará a que las chicas se pregunten por la relación de Shirase con la capitán.                                  | |                       |
| 10 | «Desafío Antártico» «Pāsharu Yūjō» (パーシャル友情)                                                                    | 6 de marzo de 2018    |
| Las chicas se instalan en el que será su hogar en los próximos meses en la Antártida, donde comienzan a trabajar de inmediato. Pero pese a todo siguen siendo adolescentes, y el tema de la amistad es una de sus mayores preocupaciones.                                                    | |                       |
| 11 | «¡Mándalos a volar con el barril!» «Doramukan de Buttobase!» (ドラム缶でぶっ飛ばせ！)                                  | 13 de marzo de 2018   |
| Llega Navidad, fecha de alegría y celebraciones, aunque en la Antártida las cosas no son como en casa. La aparición en escena de unas viejas amigas de una de las chicas reabrirá viejas heridas.                                                                                            | |                       |
| 12 | «Un lugar más lejano que el espacio» «Sora Yorimo Tōi Basho» (宇宙よりも遠い場所)                                      | 20 de marzo de 2018   |
| Llega el día en el que la expedición se prepara para ir al punto donde desapareció la madre de Shirase, pero ella teme ir y perder lo único que la mantenía hasta el momento. | |                       |
| 13 | «Seguramente volveré a ese lugar» «Kitto Mata Tabi ni Deru» (きっとまた旅に出る)                                       | 27 de marzo de 2018   |
| Llega el final de la expedición para las protagonistas, quienes analizan qué ha significado para ellas el viaje y dejan atrás unas cosas para llevarse otras consigo. | |                       |